# Carolyn Ann Clark
Carolyn Ann Clark (Arlington, Massachusetts, 1 de agosto de 1958) es una actriz de televisión estadounidense.

## Carrera como actriz
Clark hizo su primera aparición en el medio televisivo en 1983, interviniendo después en episodios de series como The Guiding Light, Crazy Like a Fox, Stingray, Cheers, Hunter, As the World Turns, Juzgado de guardia o Sensación de vivir. En 1989 rodó en Sudáfrica Mutator, una película de género fantástico en la que también intervinieron Brion James y Embeth Davidtz. Dejó la actuación a finales de los 90, tras su matrimonio con Craig Shoemaker.
Utilizó en televisión también los nombres de Carolyn A. Clark y Carolyn Clark.

## Vida personal
Carolyn Ann Clark es la segunda esposa de Craig Shoemaker, con quien se casó el 7 de febrero de 1998. Es madre de Justin Shoemaker.